# 翟鲁宁
翟鲁宁（1956年9月—），河北满城人。女，汉族。加入中国共产党。大连理工大学工商管理专业毕业。
1977年任临淄区知青办副主任。1983年任共青团临淄区委副书记。1984年任临淄区副区长。1985年任共青团淄博市委书记。1988年调山东省建设银行，曾任人教处副处长、教育处处长兼干部学校校长。1992年调共青团山东省委，任副书记、山东省青联副主席、主席，全国青联常委、山东省政协常委、山东省青年管理干部学院院长。1999年调山东省科技厅任副厅长、党组副书记。2007年3月任山东省科学技术厅厅长、党组书记。2013年1月，任山东省人大常委会秘书长。2016年1月，被补选为山东省政协副主席。
2013年，当选第十二届全国人民代表大会山东地区代表。